# Wola Uhruska
Wola Uhruska  egy település a Lublini vajdaság területén, a włodawai járásban fekszik, a Wola Uhruskai körzetben. A Wola Uhruskai körzet székhelye.
1975-1998 közötti években a chełmi vajdasághoz tartozott.
Üdülőhely, a Bug folyó holtága mellett. Egy központilag őrzött strandja van stéggel és kis lugassal. A településen vezet át egy országismereti turistaút. A nevezetesebb látnivalók közül kiemelendő a már nem működő vasútállomás a víztoronnyal és szép udvarával. Az újabb épületek közt említendők: templom, községi hivatal, tűzoltóság és a „Vitrum” sportklub.